# Seleção Neerlandesa de Voleibol Masculino
A seleção neerlandesa de voleibol masculino é uma equipe europeia composta pelos melhores jogadores de voleibol dos Países Baixos. A equipe é mantida pela Federação Neerlandesa de Voleibol (em neerlandês:  Nederlandse Volleybal Bond, NeVoBo). Encontra-se na 10ª posição do ranking mundial da FIVB segundo dados de 19 de setembro de 2023.

## Histórico
No meio dos anos 80, a Federação Neerlandesa de Voleibol começou a construir sua seleção nacional para alcançar o topo do mundo, sistematicamente. No primeiro ano da Liga Mundial de Voleibol em 1990, o time ganhou o segundo lugar imediatamente. A ideia tinha êxito: jogadores nacionais neerlandeses tiveram a chance de mudar da, até então sem importância, primeira liga neerlandesa para a popular Séria A na Itália. Ganharam os mais altos salários e se tornaram estrelas do voleibol mundial. Nomes como Peter Blangé, Martin van der Horst e Bas van de Goor receberam significado internacional que foi sublinhado pelo título olímpico de 1996 em Atlanta, Estados Unidos e a vitória do Campeonato Europeu de 1997, em seu prórprio território.

## Resultados obtidos nos principais campeonatos

### Jogos Olímpicos
| Ano  | Sede      | Classificação |
| ---- | --------- | ------------- |
| 1964 | Tóquio    | 8º            |
| 1988 | Seul      | 5º            |
| 1992 | Barcelona | 2º            |
| 1996 | Atlanta   | 1º            |
| 2000 | Sydney    | 5º            |
| 2004 | Atenas    | 4º            |

### Campeonato Mundial
| Ano  | Sede                | Classificação |
| ---- | ------------------- | ------------- |
| 1949 | Tchecoslováquia     | 10º           |
| 1956 | França              | 13º           |
| 1962 | União Soviética     | 12º           |
| 1966 | Tchecoslováquia     | 12º           |
| 1970 | Bulgária            | 14º           |
| 1974 | México              | 12º           |
| 1978 | Itália              | 16º           |
| 1982 | Argentina           | 5º            |
| 1990 | Brasil              | 7º            |
| 1994 | Grécia              | 2º            |
| 1998 | Japão               | 6º            |
| 2002 | Argentina           | 9º            |
| 2018 | Bulgária / Itália   | 8º            |
| 2022 | Eslovênia / Polónia | 10º           |

### Copa do Mundo
| Ano  | Sede    | Classificação |
| ---- | ------- | ------------- |
| 1965 | Polónia | 10º           |
| 1995 | Japão   | 2º            |

### Copa dos Campeões
| Ano  | Sede  | Classificação |
| ---- | ----- | ------------- |
| 1997 | Japão | 2º            |

### Liga das Nações
| Ano  | Sede    | Classificação |
| ---- | ------- | ------------- |
| 2021 | Rimini  | 14º           |
| 2022 | Bolonha | 8º            |
| 2023 | Gdansk  | 10º           |
| 2024 | Łódź    | 13º           |
| 2025 | Ningbo  | 18º           |

### Liga Mundial
| Ano  | Sede                  | Classificação |
| ---- | --------------------- | ------------- |
| 1990 | Osaka                 | 2º            |
| 1991 | Milão                 | 2º            |
| 1992 | Gênova                | 4º            |
| 1993 | São Paulo             | 5º            |
| 1994 | Milão                 | 5º            |
| 1995 | Rio de Janeiro        | 12º           |
| 1996 | Roterdã               | 1º            |
| 1997 | Moscou                | 4º            |
| 1998 | Milão                 | 3º            |
| 1999 | Madri                 | 5º            |
| 2000 | Roterdã               | 5º            |
| 2001 | Katowice              | 7º            |
| 2002 | Belo Horizonte–Recife | 7º            |
| 2003 | Madri                 | 10º           |
| 2009 | Belgrado              | 12º           |
| 2010 | Córdova               | 12º           |
| 2013 | Mar del Plata         | 14º           |
| 2014 | Florença              | 12º           |
| 2015 | Rio de Janeiro        | 13º           |
| 2016 | Cracóvia              | 15º           |
| 2017 | Curitiba              | 16º           |

### Campeonato Europeu
| Ano  | Sede                                            | Classificação |
| ---- | ----------------------------------------------- | ------------- |
| 1948 | Itália                                          | 6º            |
| 1951 | França                                          | 9º            |
| 1958 | Tchecoslováquia                                 | 13º           |
| 1963 | Roménia                                         | 12º           |
| 1967 | Turquia                                         | 15º           |
| 1971 | Itália                                          | 9º            |
| 1975 | Iugoslávia                                      | 9º            |
| 1977 | Finlândia                                       | 12º           |
| 1983 | Alemanha Oriental                               | 10º           |
| 1985 | Países Baixos                                   | 10º           |
| 1987 | Bélgica                                         | 5º            |
| 1989 | Suécia                                          | 3º            |
| 1991 | Alemanha                                        | 3º            |
| 1993 | Finlândia                                       | 2º            |
| 1995 | Grécia                                          | 2º            |
| 1997 | Países Baixos                                   | 1º            |
| 1999 | Áustria                                         | 5º            |
| 2001 | Chéquia                                         | 8º            |
| 2003 | Alemanha                                        | 6º            |
| 2005 | Itália / Sérvia e Montenegro                    | 6º            |
| 2007 | Rússia                                          | 7º            |
| 2009 | Turquia                                         | 7º            |
| 2013 | Dinamarca / Polónia                             | 10º           |
| 2015 | Bulgária / Itália                               | 9º            |
| 2017 | Polónia                                         | 14º           |
| 2019 | Bélgica / Eslovênia / França / Países Baixos    | 10º           |
| 2021 | Chéquia / Estónia / Finlândia / Polónia         | 5º            |
| 2023 | Bulgária / Israel / Itália / Macedônia do Norte | 5º            |

### Liga Europeia
| Ano  | Sede         | Classificação |
| ---- | ------------ | ------------- |
| 2004 | Opava        | 3º            |
| 2006 | Izmir        | 1º            |
| 2007 | Portimão     | 7º            |
| 2008 | Bursa        | 2º            |
| 2011 | Košice       | 5º            |
| 2012 | Ancara       | 1º            |
| 2018 | Karlovy Vary | 5º            |

### Jogos Europeus
A seleção neerlandesa nunca particou dos Jogos Europeus.

## Medalhas
| Evento             | Ouro | Prata | Bronze | Total |
| ------------------ | ---- | ----- | ------ | ----- |
| Jogos Olímpicos    | 1    | 1     | 0      | 2     |
| Campeonato Mundial | 0    | 1     | 0      | 1     |
| Copa do Mundo      | 0    | 1     | 0      | 1     |
| Copa dos Campeões  | 0    | 1     | 0      | 1     |
| Liga Mundial       | 1    | 1     | 1      | 3     |
| Liga das Nações    | 0    | 0     | 0      | 0     |
| Campeonato Europeu | 1    | 2     | 2      | 5     |
| Liga Europeia      | 2    | 1     | 2      | 5     |
| Jogos Europeus     | 0    | 0     | 0      | 0     |
| Total              | 5    | 8     | 5      | 18    |

## Elenco atual
Atletas convocados para integrar a seleção neerlandesa no Campeonato Mundial de 2022.
Técnico:  Roberto Piazza
| Camisa | Nome                 | Posição    | Altura (m) | Peso (kg) | Clube atual                  |
| ------ | -------------------- | ---------- | ---------- | --------- | ---------------------------- |
| 2      | Wessel Keemink       | Levantador | 1,98       | 83        | VK ČEZ Karlovarsko           |
| 3      | Maarten van Garderen | Ponteiro   | 2,00       | 89        | Emma Villas Aubay Siena      |
| 4      | Thijs ter Horst      | Ponteiro   | 2,05       | 94        | Suwon KEPCO Vixtorm          |
| 5      | Luuc Van Der Ent     | Central    | 2,08       | 94        | SWD Powervolleys Düren       |
| 7      | Gijs Jorna           | Ponteiro   | 1,97       | 85        | PAOK Thessaloniki            |
| 8      | Fabian Plak          | Central    | 1,97       | 83        | Chaumont Volley-Ball 52      |
| 12     | Bennie Tuinstra      | Ponteiro   | 2,00       | 80        | Ziraat Bankası Ankara        |
| 13     | Mats Bleeker         | Líbero     | 1,80       | 80        | Active Living Orion          |
| 14     | Nimir Abdel-Aziz     | Oposto     | 2,02       | 90        | Halkbank Ankara              |
| 16     | Wouter ter Maat      | Oposto     | 2,00       | 97        | Ziraat Bankası Ankara        |
| 17     | Michael Parkinson    | Central    | 2,03       | 92        | —                            |
| 18     | Robbert Andringa     | Líbero     | 1,92       | 85        | Indykpol AZS Olsztyn         |
| 19     | Freek de Weijer      | Levantador | 1,92       | 92        | Gas Sales Bluenergy Piacenza |
| 22     | Twan Wiltenburg      | Central    | 2,04       | 86        | ZAKSA Kędzierzyn-Koźle       |